# Élections législatives panaméennes de 2019
Les élections législatives panaméennes de 2019 ont lieu le 5 mai 2019 afin d'élire les 71 députés de l'Assemblée nationale du Panama.  Une élection présidentielle a lieu simultanément.
Le scrutin voit s'établir une alternance. Contrairement à l'assemblée sortante dans laquelle aucun parti n'avait obtenu seul la majorité absolue, le Parti révolutionnaire démocratique arrive en tête du scrutin et décroche cette dernière, devançant nettement le parti Changement démocratique qui détenait la majorité relative au parlement sortant. Les élections sont marquées par un repli des résultats en suffrages de la quasi-totalité des partis, en faveur de candidats sans étiquette.

## Mode de scrutin
Le Panama est doté d'un parlement monocaméral, l'Assemblée nationale, composé de 71 sièges pourvus tous les cinq ans selon un mode de scrutin parallèle.
Sont ainsi à pourvoir 26 sièges au scrutin uninominal majoritaire à un tour dans autant de circonscriptions électorales, auxquels se rajoutent 45 sièges pourvus au scrutin proportionnel plurinominal avec listes ouvertes et vote préférentiel répartis dans les districts du pays en fonction de leur population. Après dépouillement, les sièges sont répartis au quotient électoral simple puis à la moitié de ce dernier. Enfin les sièges restants le sont à la méthode du plus fort reste, qui avantage les petits partis.

## Résultats
|                           |                                            |           |       |       |        |               |  |  |  |
| Parti                     | Parti                                      | Voix      | %     | +/-   | Sièges | +/-           |  |  |  |
|                           | Parti révolutionnaire démocratique         | 542 165   | 29,93 | 1,56  | 36     | 11            |  |  |  |
|                           | Changement démocratique                    | 405 984   | 22,41 | 11,31 | 18     | 12            |  |  |  |
|                           | Parti panamiste                            | 313 413   | 17,30 | 2,92  | 8      | 4             |  |  |  |
|                           | Mouvement libéral républicain nationaliste | 92 430    | 5,10  | 2,06  | 4      | 2             |  |  |  |
|                           | Parti de l'alliance                        | 42 670    | 2,36  | Nv    | 0      | en stagnation |  |  |  |
|                           | Front large pour la démocratie             | 22 539    | 1,24  | 0,23  | 0      | en stagnation |  |  |  |
|                           | Parti populaire                            | 64 028    | 3,53  | 0,20  | 0      | 1             |  |  |  |
|                           | Indépendants                               | 328 406   | 18,13 | 15,06 | 5      | 4             |  |  |  |
|                           |                                            |           |       |       |        |               |  |  |  |
| Suffrages exprimés        | Suffrages exprimés                         | 1 811 635 | 92,87 |       |        |               |  |  |  |
| Votes blancs et invalides | Votes blancs et invalides                  | 138 994   | 7,13  |       |        |               |  |  |  |
| Total                     | Total                                      | 1 950 629 | 100   | -     | 71     | en stagnation |  |  |  |
| Abstentions               | Abstentions                                | 807 194   | 29,27 |       |        |               |  |  |  |
| Inscrits / participation  | Inscrits / participation                   | 2 757 823 | 70,73 |       |        |               |  |  |  |